# Polský odboj během druhé světové války

Vlajka Zemské armády: polské národní barvy a kotwica, symbol Bojujícího Polska

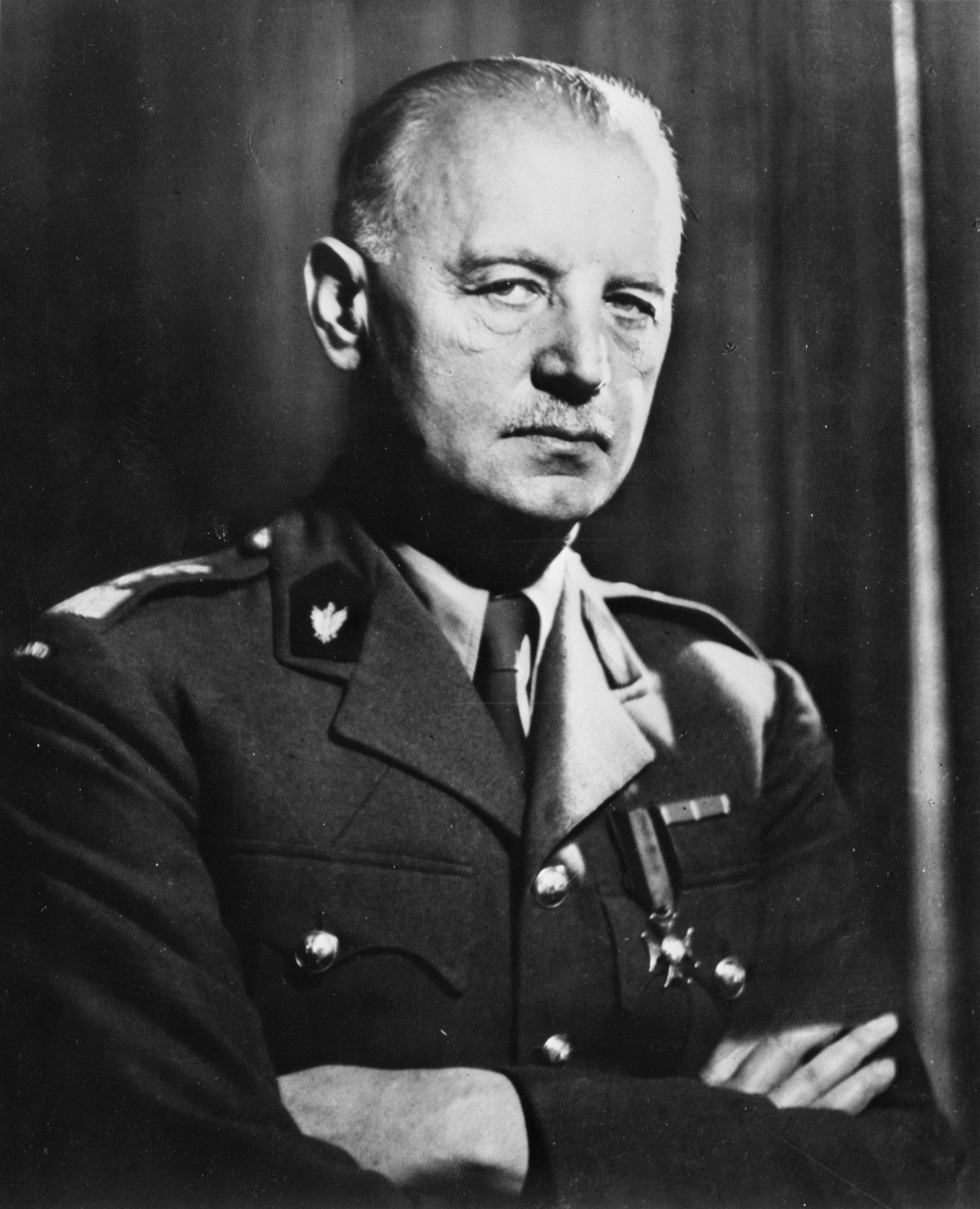
Generál Władysław Sikorski (1881–1943), první premiér Polské exilové vlády

Polský odboj během druhé světové války bylo odbojové hnutí Poláků proti nacistickému Německu během druhé světové války. Začal se formovat bezprostředně po porážce a obsazení Polska Německem a Sovětským svazem. Původně byl slabý a roztříštěný, ale postupně se sjednocoval a sílil. Někteří historici jej považují za nejsilnější odbojové hnutí v nacisty okupované Evropě . Demokratické proudy odboje se nakonec sjednotily v a okolo Podzemního státu a Zemské armády.
Mimo tento hlavní (západní, demokratický) proud odboje věrný Polské exilové vládě pak existoval ještě odboj nacionalistický, který do určité míry byl ochoten s Podzemním státem spolupracovat, a komunistický, který vedl s Podzemním státem stejně zuřivou válku jako s Němci. Vedle tohoto domácího odboje vznikl i zahraniční odboj, a to jak u západních Spojenců, tak v Sovětském svazu.
Vrcholem demokratického (západního) odboje byla Akce bouře – série povstání proti německým okupantům, z nichž nejvýraznějším projevem bylo varšavské povstání. Jelikož se mu nedostalo dostatečné podpory ze strany spojenců, bylo povstání rozdrceno a povstalecké struktury, včetně centrálních řídících struktur Podzemního státu a Zemské armády, těžce narušeny. Po obsazení Polska Rudou armádou komunistická část odboje a s ní spojené osoby postupně převzaly moc a nastolily v Polsku komunistický režim stalinského typu, zatímco demokratický odboj byl dílem rozpuštěn a dílem přešel k odboji protikomunistickému. Mnoho představitelů západního odboje muselo uprchnout ze země, nebo bylo komunisty uvězněno či zavražděno.
Poměrně specifickou část polského odboje představují rozsáhlé akce, jejichž cílem bylo chránit Židy před holokaustem. Hlavní roli v nich hráli: Podzemní stát a jím za tímto účelem zřízená organizace Żegota, katolická církev a její síť klášterů a vlastní židovské organizace a spolky.

## Stručně vývoj

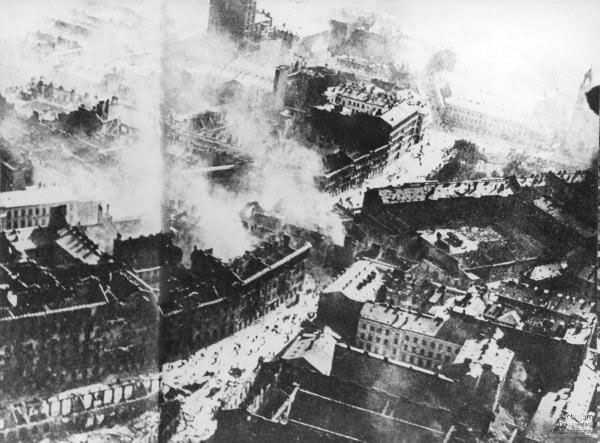
Polský protinacistický odboj se rodil v roce 1939 zároveň s porážkou Polska. Na obrázku ze září 1939 je hořící, ale stále ještě vzdorující Varšava.

Polský protinacistický odboj se začal formovat bezprostředně poté, co nacistické Německo dobylo Polsko. Polsko se ukázalo být jednou z nejvzpurnějších zemí, které nacistické Německo kdy kontrolovala, srovnatelné snad jedině s Jugoslávií. Poláci se navzdory mimořádně brutálnímu teroru ze strany okupantů se svým novým postavením nikdy nesmířili a vedli proti nim tvrdý boj nejen jednotkami v zahraničí, ale i doma. V Polsku vznikl rozsáhlý podzemní stát věrný polské exilové vládě, který disponoval vlastními školami, úřady, soudy a ozbrojenými jednotkami. Přestože byl polský odboj politicky roztříštěn, drtivá většina jeho demokratických skupin tento podzemní stát respektovala a spolupracovala s ním (zcela mimo stáli komunisté, kteří s ním vedli stejně zuřivou válku, jako se samými Němci).
Rozvoj domácího odboje v Polsku byl zásadně ovlivněn tím, že Polsko bylo vojensky rozdrceno a jeho elita z velké části pozavírána nebo zlikvidována a že celý polský národ od počátku trpěl pod extrémně brutálním útlakem. Výsledkem bylo, že vývoj polského odboje byl naprosto opačný, než v sousedním protektorátu. Český odboj byl zpočátku velmi silný, neboť národní a především armádní elity přežily téměř netknuty a mohly si pro svůj odpor odlifrovat určité množství zbraní. Postupně byl ale lámán a drcen, až se v roce 1942 doslova zhroutil a s výjimkou výsadkářů vysílaných z Británie po další dva roky nepředstavoval pro nacisty nijak zásadní problém. Naproti tomu polský odboj začínal od nuly, s elitami národa rozprášenými a armádou zničenou, zbraněmi prakticky nedisponoval. Přesto postupně sílil a formoval se v disciplinované podzemní struktury respektované velkou většinou Poláků.

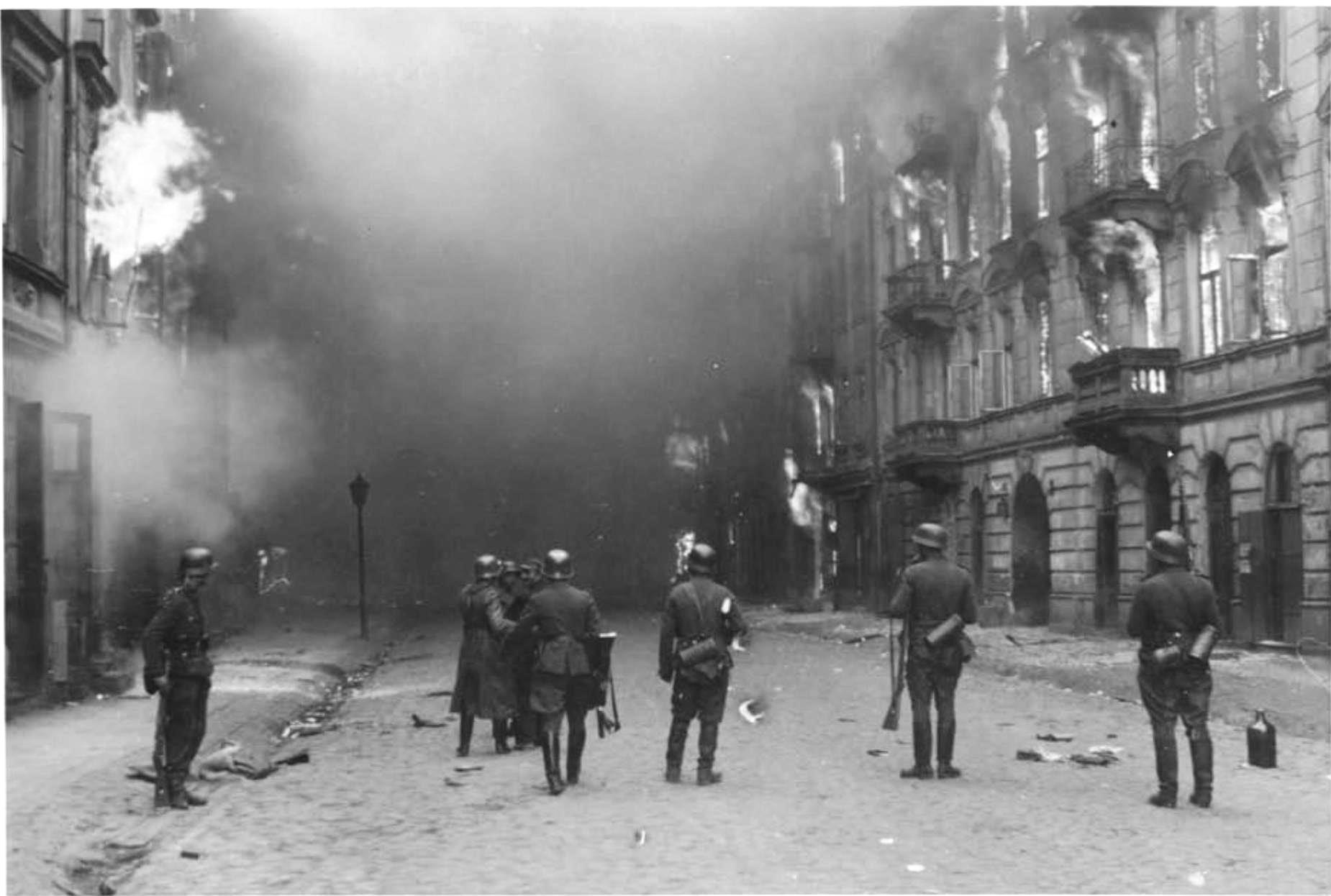
Povstání ve varšavském ghettu: německé jednotky vypalují domy a hledají ukryté povstalce

Na přelomu let 1942/1943 začal polský odpor sílit natolik, že zahájil ve větší míře i významnější ozbrojené akce. Za zlomový okamžik zahajující novou éru je označováno mnoho okamžiků, asi nejčastěji pak Akce u Arsenálu, během níž komanda Šerých řad přepadla konvoj gestapa převážející vězně z vyšetřovny do nechvalně známého Pawiaku a osvobodila přes 20 vězňů. Krátce po něm následovalo nejvýraznější vystoupení židovského odboje: povstání ve varšavském ghettu.
Zejména Varšava se stala noční můrou nacistů – odboj v ní přes nejbrutálnější represe sílil a ztráty mezi příslušníky policejních a zajišťovacích jednotek z tohoto města přesáhly ještě před varšavským povstáním 1000 padlých. 1. února 1944 se mezi ně zařadil SS-Brigadeführer a Generalmajor der Polizei Franz Kutschera, velitel SS a policie ve Varšavě (viz Akce Kutschera).

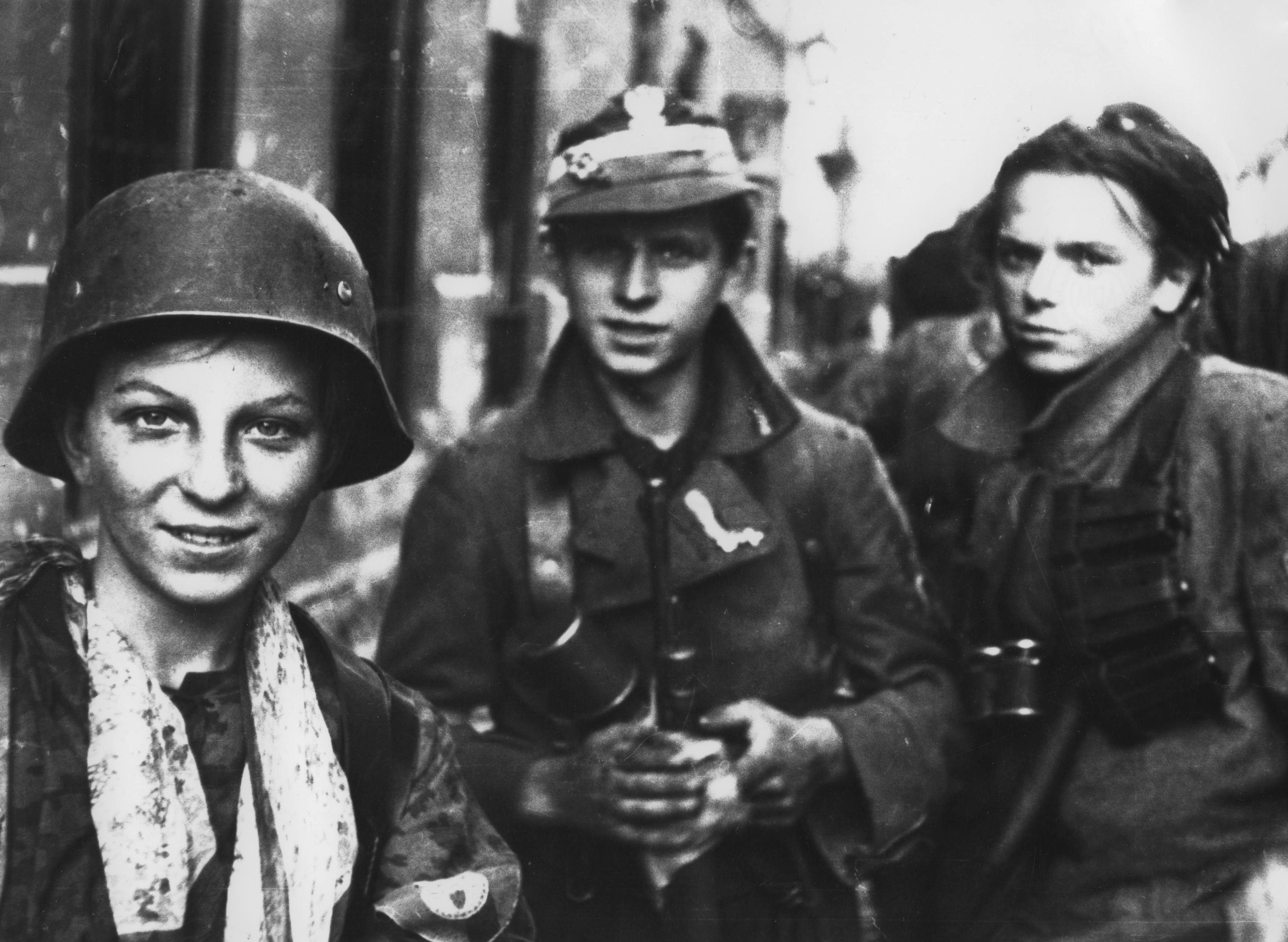
Varšavské povstání, 2. září 1944: příslušníci praporu Miotła, kteří právě absolvovali několikahodinový ústup peklem varšavských kanálů.

Vrchol polského protinacistického odboje byla Akce bouře – celonárodní povstání proti německým okupantům vrcholící v létě 1944, jehož nejvýraznějším aktem bylo varšavské povstání. Toto povstání bylo ale obecně neúspěšné, Třetí říše byla ještě příliš silná, povstalci měli málo zbraní a nedostalo se jim od Spojenců větší podpory. Ti západní jí nebyli schopni poskytnout, Sovětský svaz pak na ní neměl zájem.
Západní odboj (tj. odboj věrný polské exilové vládě) byl po obsazení Polska Rudou armádou tvrdě pronásledován a perzekvován. Částečně byl rozpuštěn, část odbojářů uprchla za hranice a část přešla k protikomunistickému odboji. Řada představitelů odboje, kteří zavčas neuprchli do zahraničí, byla po nastolení komunistického režimu uvězněna nebo povražděna. Mezi oběťmi justičních vražd spáchaných polskou komunistickou vládou se ocitli např. generál Emil August Fieldorf, Witold Pilecki, Hieronim Dekutowski a další.

## Proudy a opory odboje

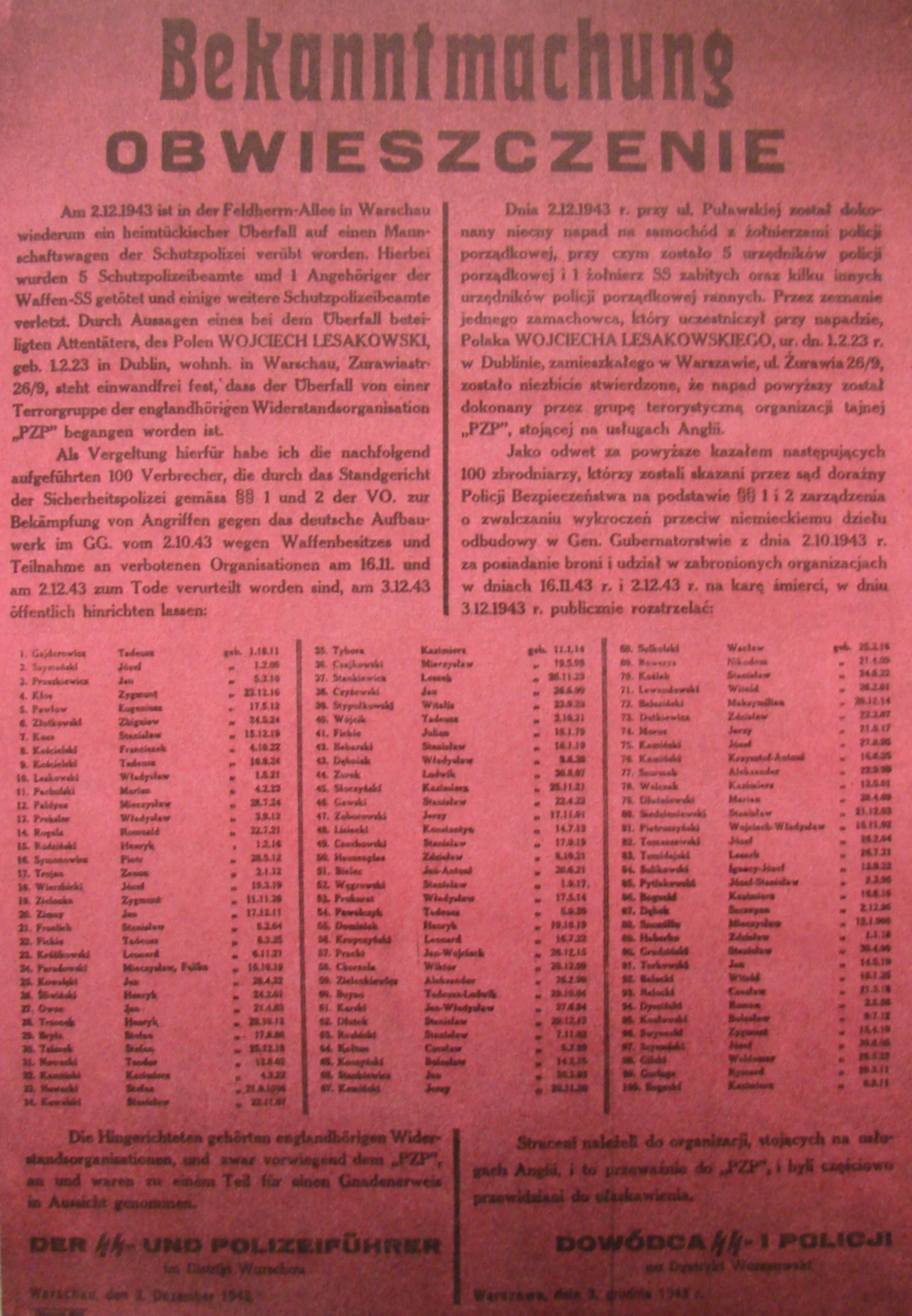
Oznámení německé okupační správy o popravě 100 náhodně zadržených Poláků v odvetě za činnost Zemské armády (v textu "teroristická organizace řízená z Anglie").

Kádrově čerpal protinacistický odboj z pěti významných zdrojů. Byly to: 1) armáda, 2) harcerství, 3) katolická církev, 4) politické strany a státní struktury polského státu a 5) židé. Jednotlivé struktury odboje byly zpočátku hodně roztříštěné, postupně se spojovaly a většina se nakonec sjednotila okolo Podzemního státu a jemu věrné Zemské armády. Dalšími velkými odbojovými skupinami mimo něj byli nacionalisté a komunisté, přičemž ti druzí válčili s Podzemním státem stejně zuřivě a nelítostně, jako se samými Němci.
Polský odboj byl též národnostně determinován, polští Němci, Litevci, Ukrajinci a Bělorusové se k němu stavěli rezervovaně. Němci se příliš nebouřili, ostatní národnosti vytvářely vlastní odbojové jednotky, které často vedly proti polským odbojovým organizacím tzv. „druhou válku“. Zároveň měly tyto národy velké skupiny podporující Němce a bojující na jejich straně, k čemuž je motivovaly předchozí zkušenosti s polonizací či Stalinovým terorem, které v jejich očích dělaly z Němců „menší zlo“.
Ačkoliv se činnosti jednotlivých proudů a oblastí odboje často překrývaly (zejména před sjednocením demokratického odboje v letech 1942–1943), lze pozorovat určitou specializaci. Armáda a harceři vybudovali struktury ozbrojeného odporu a stvořili a vycvičili na dané podmínky překvapivě velké, organizované a kvalitní podzemní ozbrojené síly – Zemskou armádu. Politici a přežívající státní struktury vytvořili podzemní stát a organizace pro pomoc uprchlíkům a pronásledovaným. O tuto činnost se podíleli s katolickou církví, která ji dělala též a specializovala se zejména na pomoc uprchlíkům a jejich ukrývání. Židovské odbojové organizace se vytvořily především v ghettech, ale jen v některých se zmohly na efektivní bojová vystoupení. Největší z nich představovalo povstání ve varšavském ghettu. Další židovské partyzánské oddíly vzdorovaly na východě země v lesích a pokoušely se zajistit přežití těm příslušníkům svého národa, kteří k nim uprchli.
Polský domácí odboj byl podporován ze zahraničí, především Spojeným královstvím a polskou exilovou vládou. V ozbrojených silách Spojeného království působily polské jednotky, britské letectvo později odbojáře a povstalce zásobovalo zbraněmi a posilami v podobě vojáků vycvičených pro diverzní akce (tzv. Cichociemni – výsadkáři). Podobně postupoval i Sovětský svaz, byť jeho podpora, směrovaná především ke komunistickým odbojovým silám, byla podstatně menší. I v řadách Rudé armády bojovaly polské jednotky. Je nutno si uvědomit, že Sovětský svaz měl v plánu podrobení Polska a západní odboj, který tuto možnost odmítal, tak považoval za nepřítele. Během obsazování Polska tak tento odboj na již ovládnutém území perzekvoval a likvidoval a předával moc polským komunistům.